# Aulonocara koningsi
Aulonocara koningsi è una specie di ciclidi haplochromini endemica del lago Malawi. La sua distribuzione è limitata alle acque intorno all'isola di Mbenji, ed è quindi una specie endemica anche dello stato Malawi. È comune solamente nell'area ristretta in cui è presente, e la raccolta per il commercio legato agli acquari non sembra aver influito sulla popolazione.
Questa specie ha il dorso arrotondato. I maschi territoriali presentano un colore uniforme blu: le macchie ovoidali normalmente presenti nei maschi del genere Aulonocara sulla pinna anale sono assenti o fortemente ridotte. Le femmine e i maschi non territoriali sono contrassegnati da barre verticali scure che spesso si uniscono sul ventre, e hanno anche macchie sui fianchi.
Aulonocara koningsi si trova nella zona intermedia tra le aree di rocce e substrati sabbiosi a una profondità di 3–25 metri (9,8–82,0 ft) . Questi pesci si nutrono delle chiazze di sabbia che intervallano le rocce. I maschi scavano buche sotto le rocce e difendono un piccolo territorio mentre le femmine si muovono in piccoli gruppi di 4-5.
Il nome della specie è stato dato in onore dell'ittiologo Ad Konings, in riconoscimento del suo contributo allo studio dei ciclidi del Lago Malawi.